# هوندشتاین
هوندشتاین (به لاتین: Hundstein) یک کوه در سوئیس است که در کانتون اپنزل اینرهودن واقع شده‌است. هوندشتاین ۲٬۱۵۷ متر بالاتر از سطح دریا واقع شده‌است.